# Коханівка (Вінницький район)

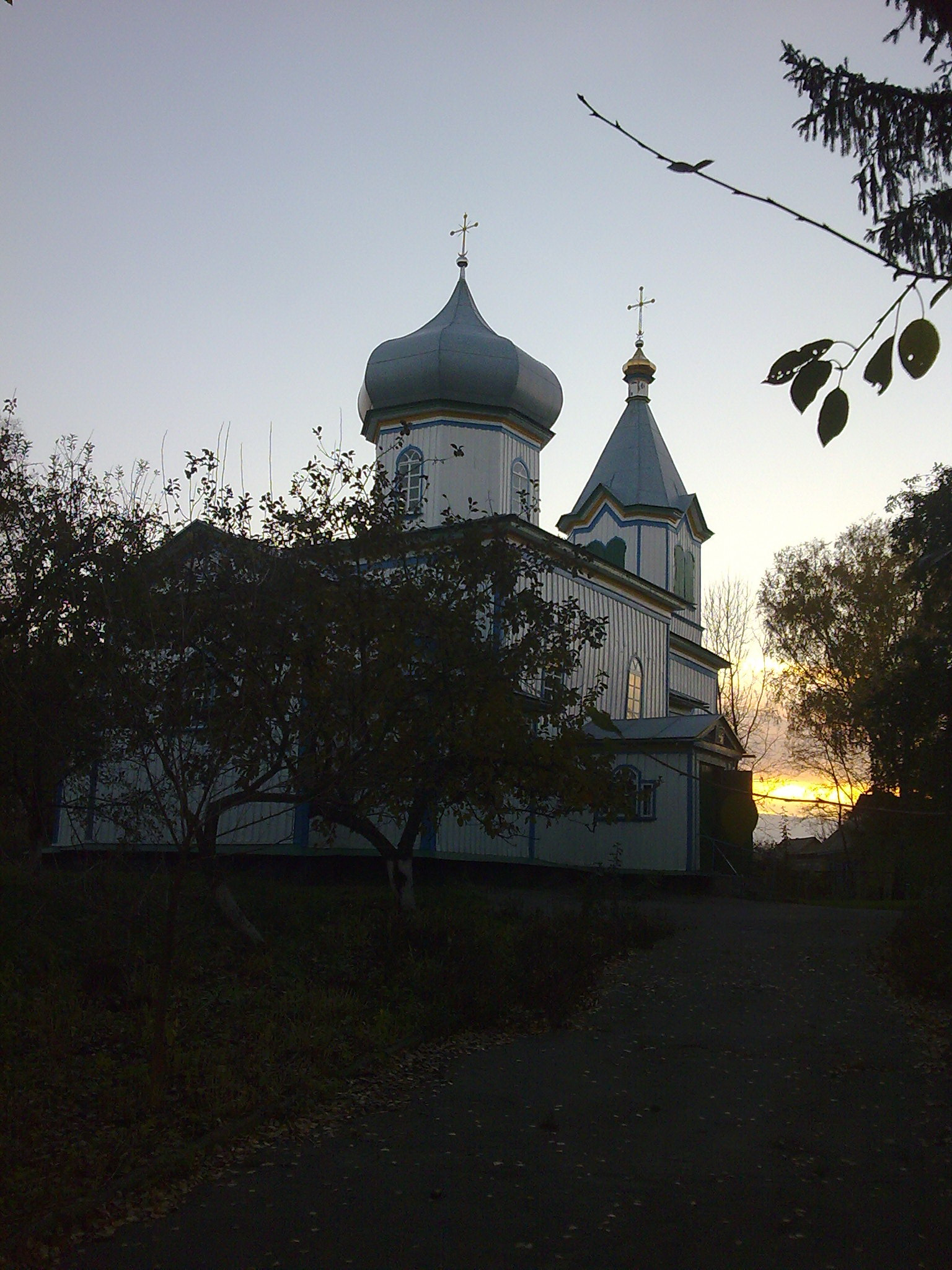
Церква в селі

Кохані́вка — село в Україні, у Турбівській селищній громаді Вінницького району Вінницької області. Населення становить 445 осіб. До 2020 входило до складу Козинецької сільської ради.

## Історія та об'єкти культурної спадщини
За переказом тут було укріплене містечко Кохангород (Коханград, Коханів). Ще на початку ХХ століття старожили вказували місце ринкової площі, крім цього ж на той момент ще були залишки валів та насипів. Засновник Коханградського замку Ольбрихт Кохановський на початку XVII століття був головним суддею Брацлавського воєводства. Дослідники біографії Кохановського відмічають, що родом він був із сандомирського воєводства та мав добрі зв'язки із вищою аристократією Речі Посполитої. 
У північній околиці села, на землях між селами Коханівка та Косаківка розташовані залишки прямокутної в плані бастіонової фортифікації, яку ототожнюють з замком власника міста Кохангород у XVII ст. Ольбрихта Кохановського. Габарити замчища складають 122х77 м, співвідношення сторін складає 1,6, що відповідає принципу пропорціювання "золотого перетину". Цей факт, а також використання складних оборонних споруд - бастіонів та ронделя посередині північної куртини свідчить про участь досвідченого військового інженера або архітектора у проектуванні замку, ім'я якого поки що невідомо. Значні габарити замку також свідчать про досить чисельну замкову залогу, яка використовувалась Кохановським для захисту його приватних маєтностей від сусідів. Замок був побудований у 1625-1625 рр, як і місто.

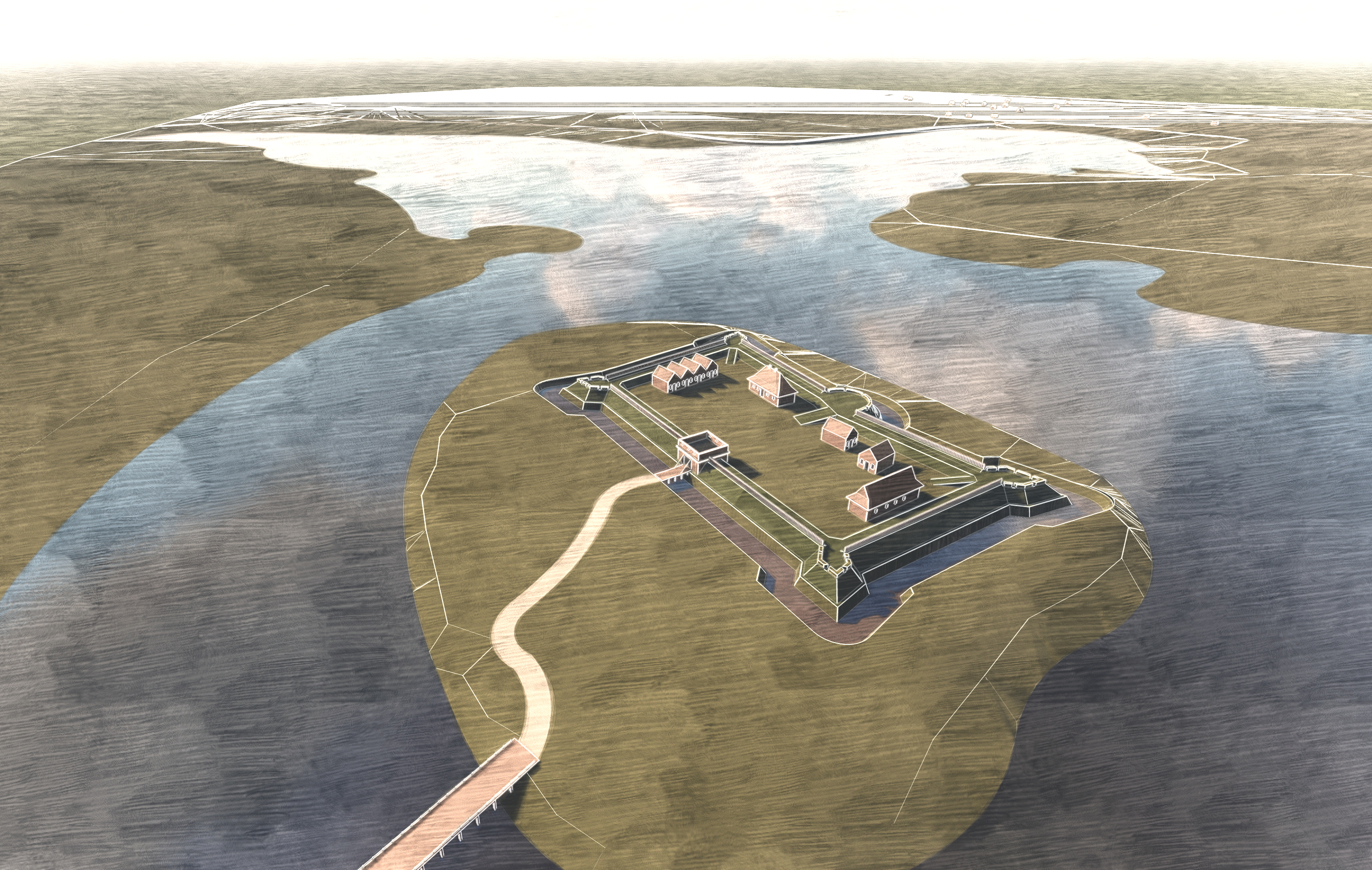
Замок Кохановського у XVII ст. Реконструкція І. Литвинчука
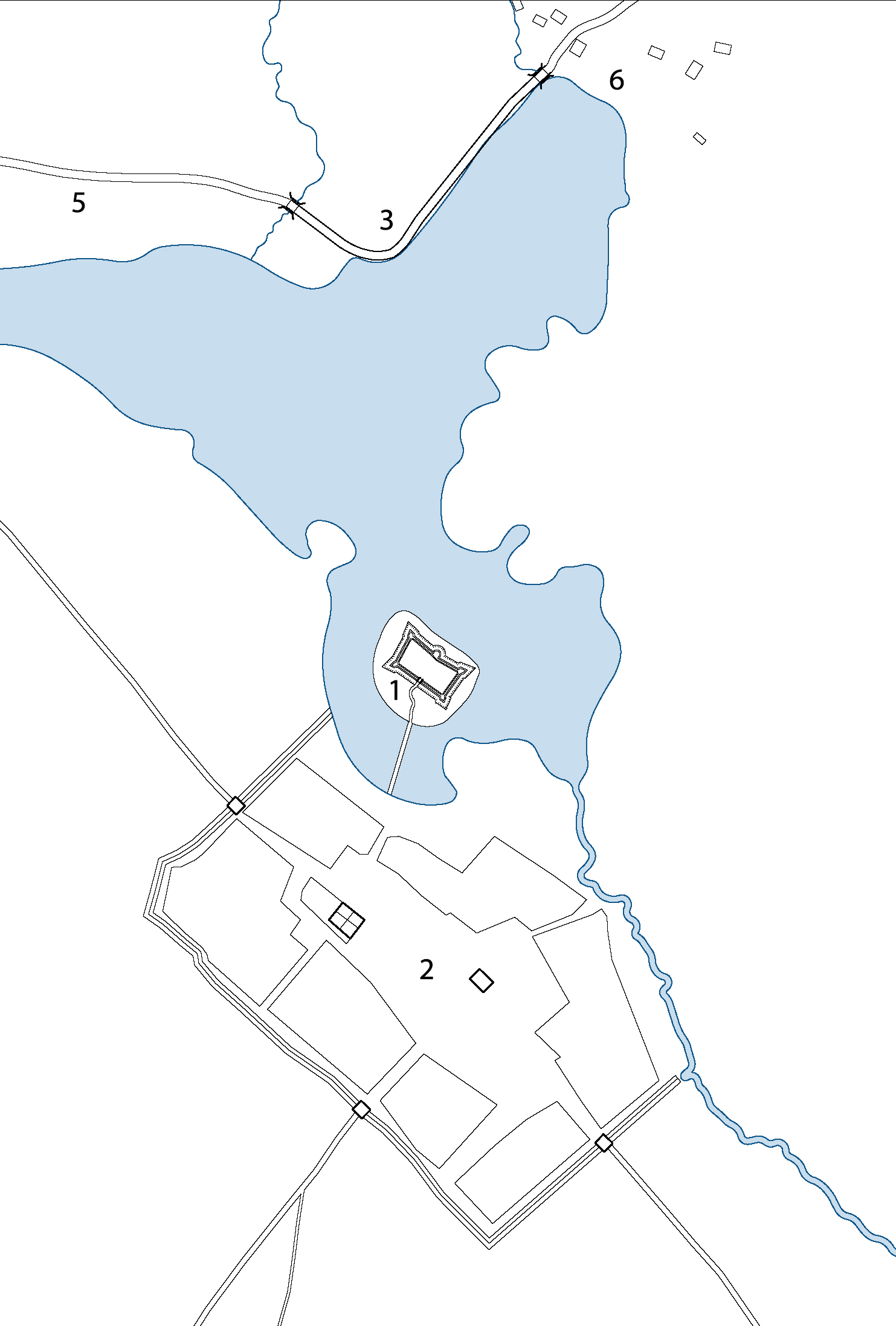
Реконструкція планувальної структури давнього міста Кохангород у XVII-XVIII ст. за версією І. Литвинчука

В селі є церква Успіння Пресвятої Богородиці. Була збудована у 1742 р., переведена у 1795 р. з унії на православ'я. Була вона "посредственная в ней иконостас живописи изрядной при ней колокольня с 5 колоколами меди спижовой, небольшая школа, священнический дом м небольшими при нем огородами..." Належало воно тоді Клерії Раковській і було в ньому 57 дворів. Нова церква збудована у 1867 р. Шанована ікона розп'яття з пристоячими Богоматір'ю та Іоанном Богословом.
На давній ринковій площі у центрі села, яка перетворилась на територію для випасу у XVIII ст., зі втратою статуса міста збережена чиншова одноповерхова цегляна кам'яниця XIX ст., яка за переказами місцевих мешканців, належала власнику села, поміщику Раковському. 
Під час організованого радянською владою Голодомору 1932—1933 років померло 246 жителів, відповідно до інформації, записаної у «Синодику» священником Тимофеєм Матящуком, який доніс його син Михайло. Серед жертв 100 дітей до 18 років. Вимерли сім'ї Коломійчуків, Басід, Прушинських, Кучерів, Пруських, Стороженків, Мосендзів, Палазічів, Кательянів, Городнюків, Корсунів, Войцішенків, Пителів, Кущенків. Траплялися випадки канібалізму. Закінчується «Синодик» словами: «Можливо, деякі з померлих і не вписані, тому що померли і в полі, і в лісах, скрізь, і ніхто не турбувався, щоб їх поховати по-християнськи. Так Ти, Господи, пом'яни імена їх... Імена підчеркнуті червоним — поховані по-християнські, інші трупи кидали навіть по кілька і так їх засипали». Підкресленими були шість десятків імен. На III Липовецькій райпартконференції, що відбулася 30 грудня 1933 року, уповноважений тов. Пасулько цинічно заявив: «Колгосп с. Коханівка був розвалений, зараз робота організована, вжиті заходи до зміцнення колгоспу... Ще класово-ворожий елемент не вибитий зовсім з колгоспу...».

## Населення

### Мова
Розподіл населення за рідною мовою за даними перепису 2001 року:
| Мова       | Кількість | Відсоток |
| ---------- | --------- | -------- |
| українська | 442       | 99.33%   |
| російська  | 3         | 0.67%    |
| Усього     | 445       | 100%     |

## Відомі особистості
В поселенні народився:
- Величко Олег Миколайович (* 1958) — український науковець, метролог.

## Пам'ятки
- Гідрологічна пам'ятка природи місцевого значення Джерело «Дзеркальне»

## Галерея

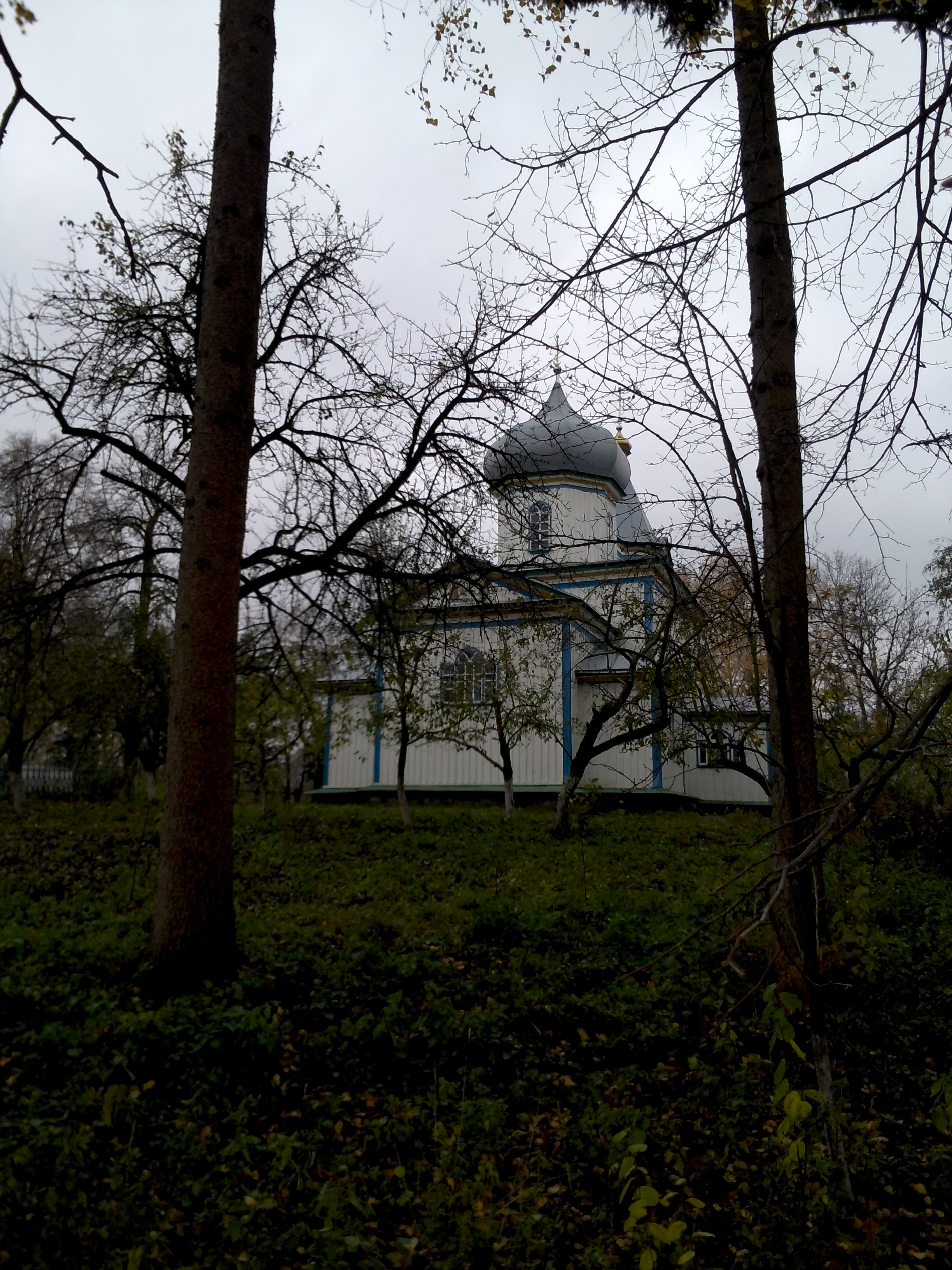
Церква Успіння Пресвятої Богородиці в Коханівці
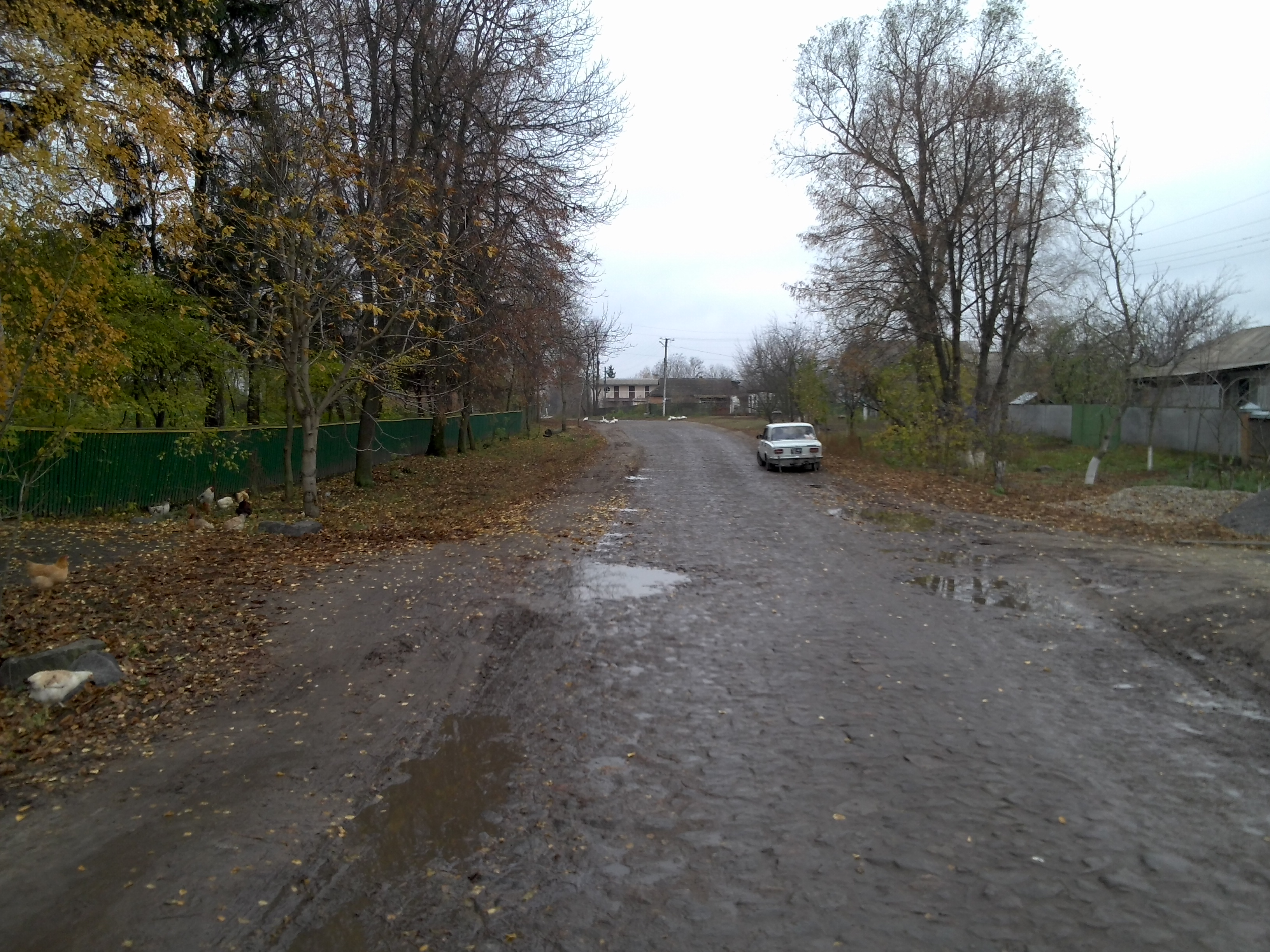
Центральна частина села
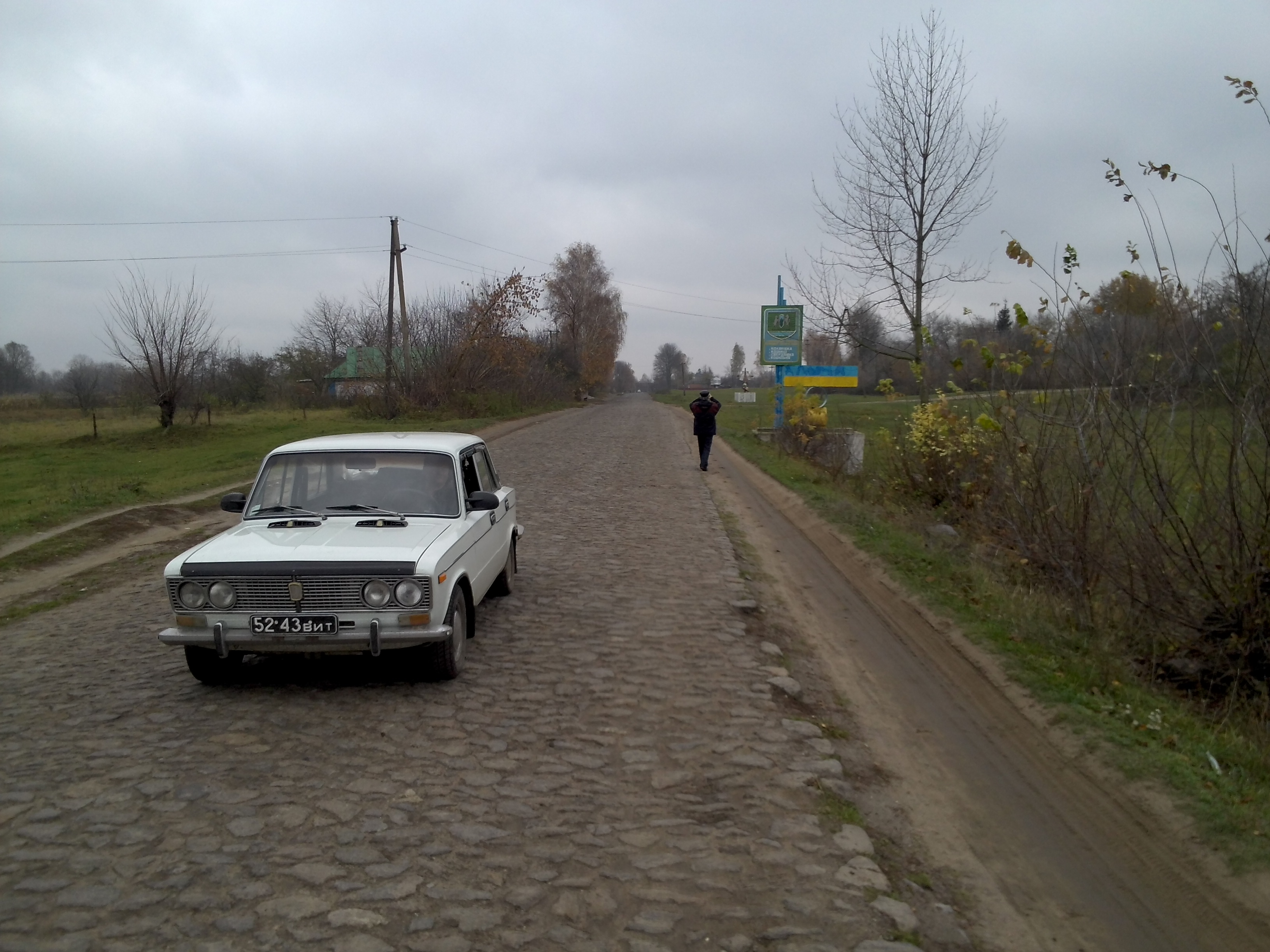
В'їзд до села зі сторони Косаківки
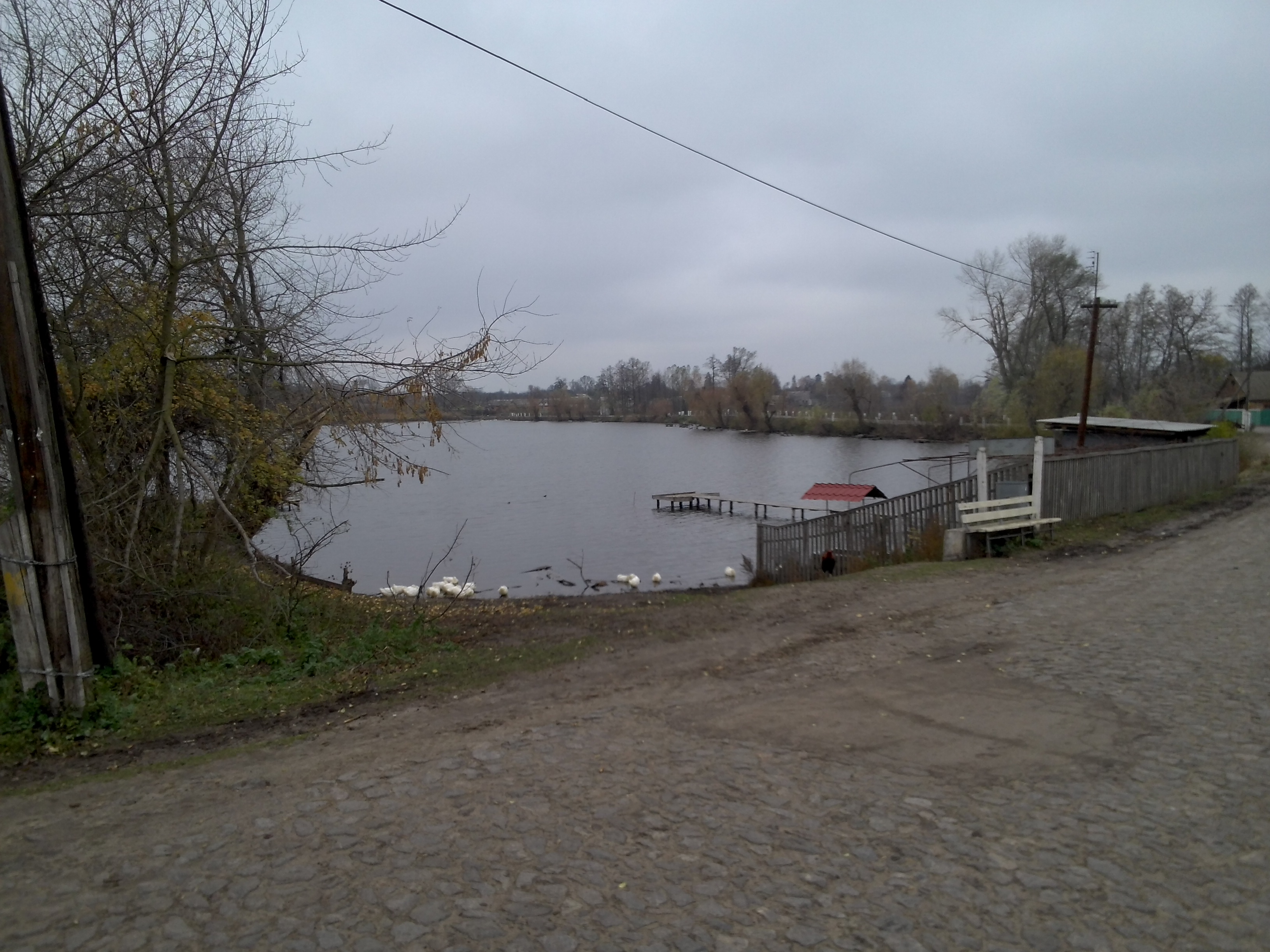
Ставок між Козинцями та Коханівкою
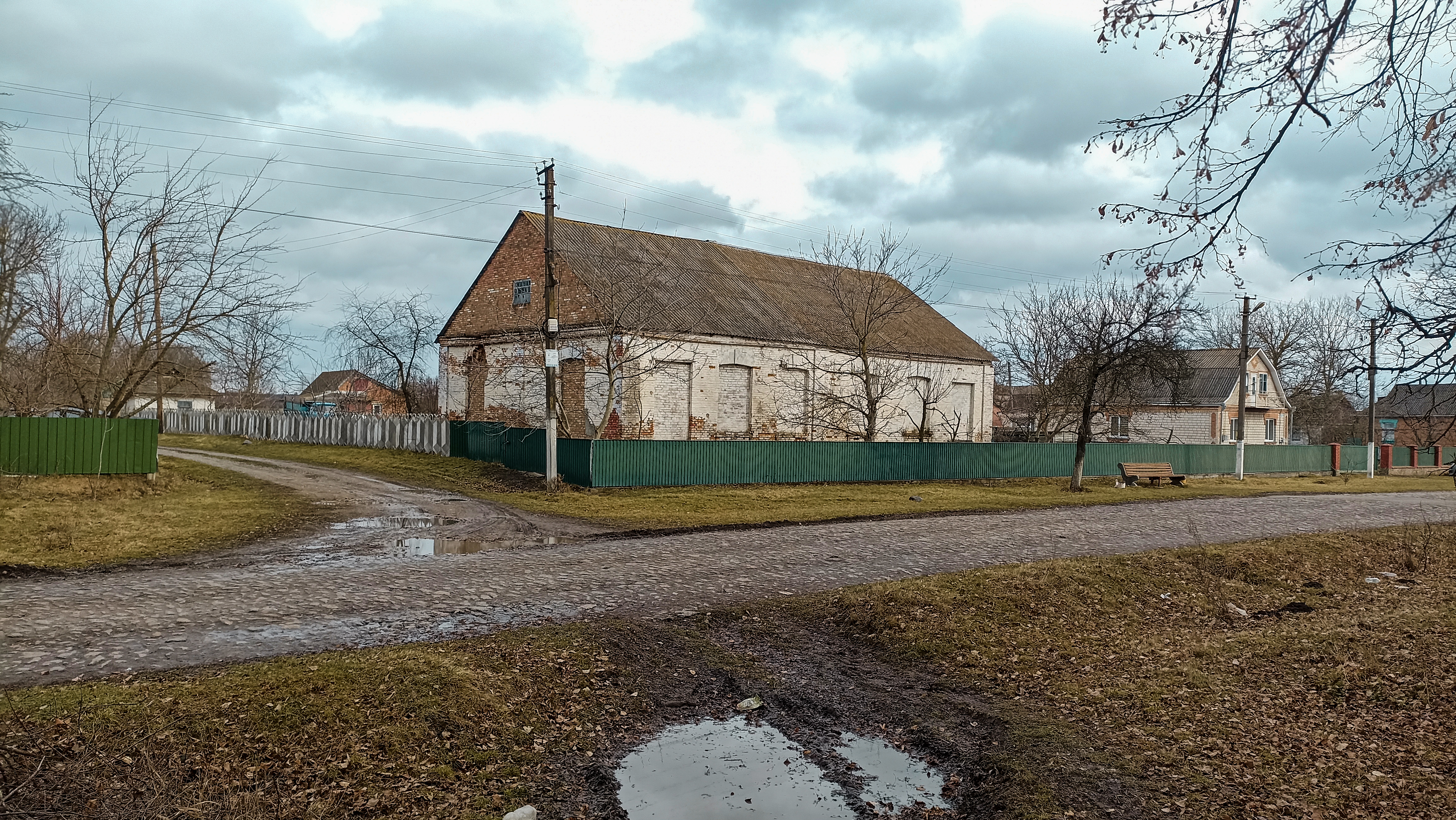
Кам'яниця Раковського, XIX ст.
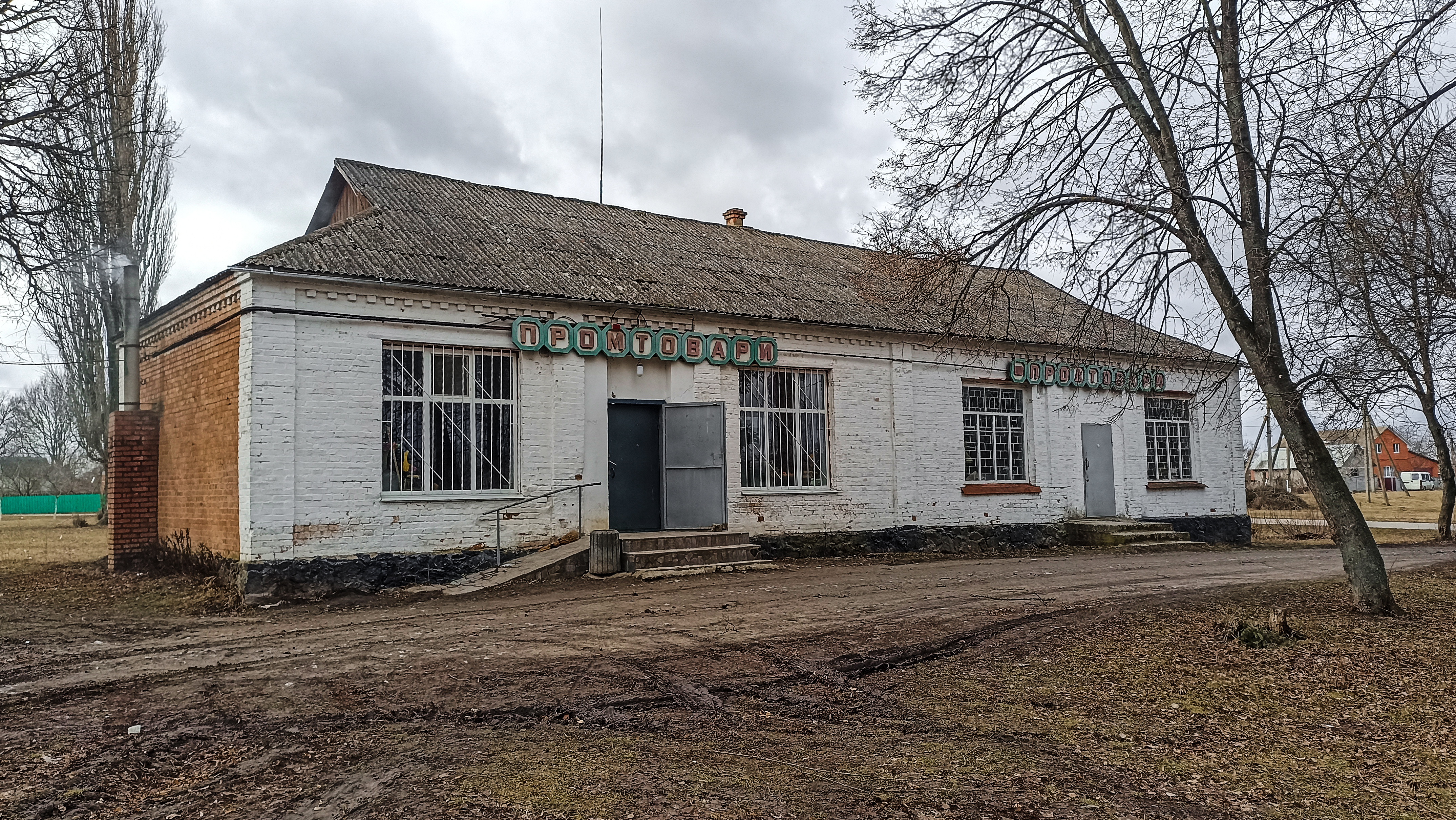
Будівля продмагу 1970-х рр на колишній ринковій площі
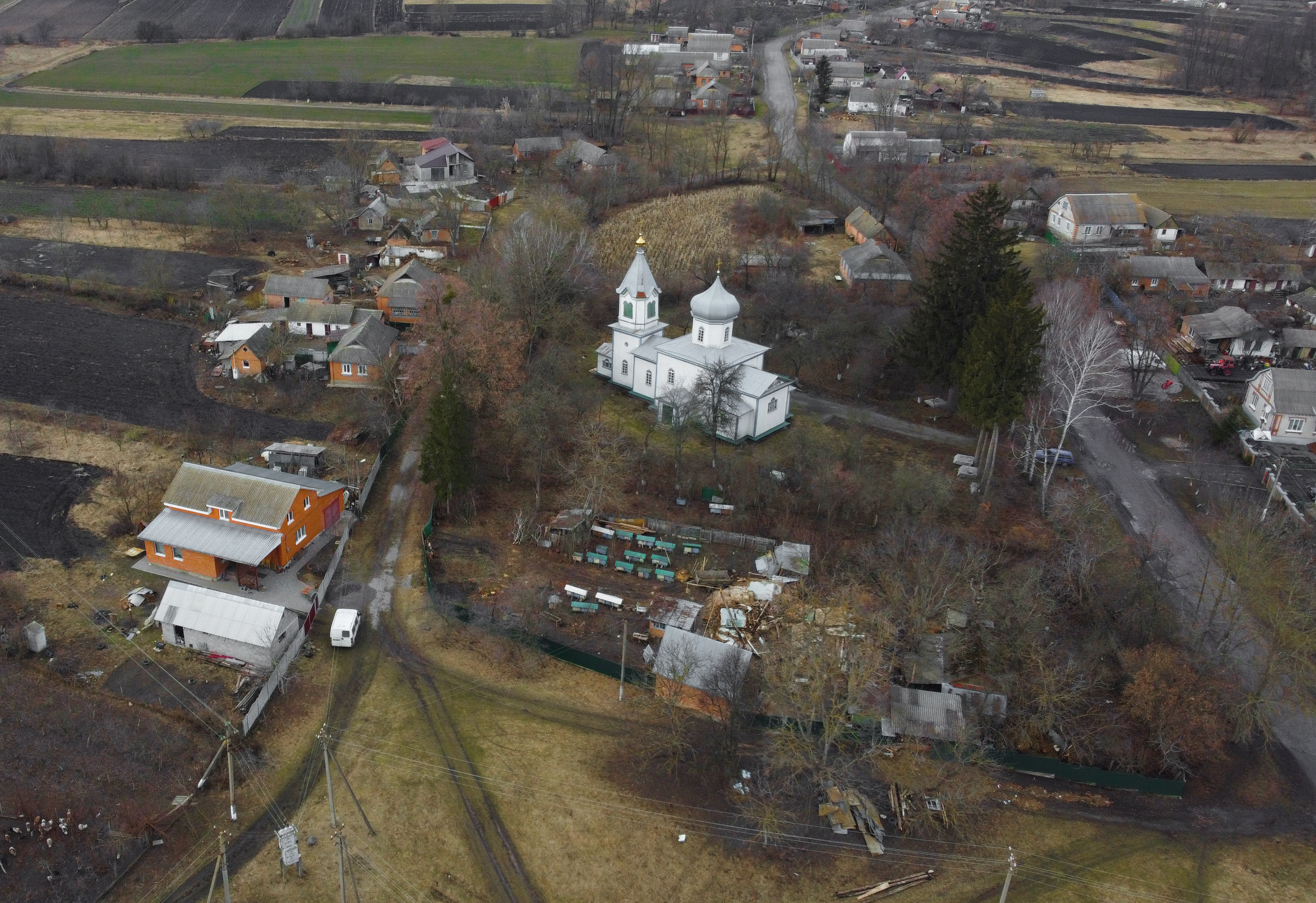
Вигляд Успенської церкви та архітектурного середовища давньої ринкової церкви

.